# جايمس جليك
جايمس جليك (بالإنجليزية: James Gleick)‏ هو كاتب وصحفي ومحرر أمريكي، من مواليد 1 أغسطس عام 1954. اشتهر جايمس بكتاباته التي تتناول نواحي العلوم والتكنولوجيا، وبخاصة السير الذاتية للعلماء. رشحت ثلاث من كتب جايمس للتصفيات للحصول على جائزة بولتزر وكذلك الجائزة القومية للكتاب. تمت ترجمة هذه الكتب لأكثر من عشرين لغة.

## حياتة ومهنته
ولد جايمس في مدينة نيويورك وحصل على ليسانس في اللغة الإنكليزية واللسانيات من جامعة هارفارد في العام 1976. عمل جايمس لفترة في الهارفارد كرايمزون (Harvard Crimson)، وكذلك اشتغل ككاتب حر في بوسطن، بعدها انتقل إلى منيابولس، مينيسوتا، حيث اشترك في تأسيس وتحرير جريدة محلية صغيرة تم تسميتها باسم: ميتروبولس. بعد عودة جايمس لنيويورك مرة أخرى، انضم للنيويورك تايمز، حيث عمل لمدة عشر سنوات كمحرر ومراسل.
أول مؤلفاته هي كتاب بعنوان: فوضى، صناعة علم جديد (Chaos: Making a New Science) وهو الحائز علي أفضل مبيعات عالمية. الكتاب يتناول تطور ونمو مفهوم نظرية الشواش، كذلك جعل من تأثير الفراشة (The Butterfly Effect) مصطلح يومي دارج.
يعمل جايمس حالياً بالوال ستريت جورنال، وآخر مؤلفاته هي كتاب: أسحاق نيوتن، والذي يتناول السيرة الذاتية لحياة العالم القدير.

## وصلات خارجية
- جايمس جليك على موقع إن إن دي بي (الإنجليزية)
- جايمس جليك على موقع ديسكوغز (الإنجليزية)

- موقع جليك على الويب --يضم نماذج من كتاباته
- مقابلة كريستوفر ليون مع جليك
- جليك يتحدث لروبرت بريناوم